# Olympe de Gouges

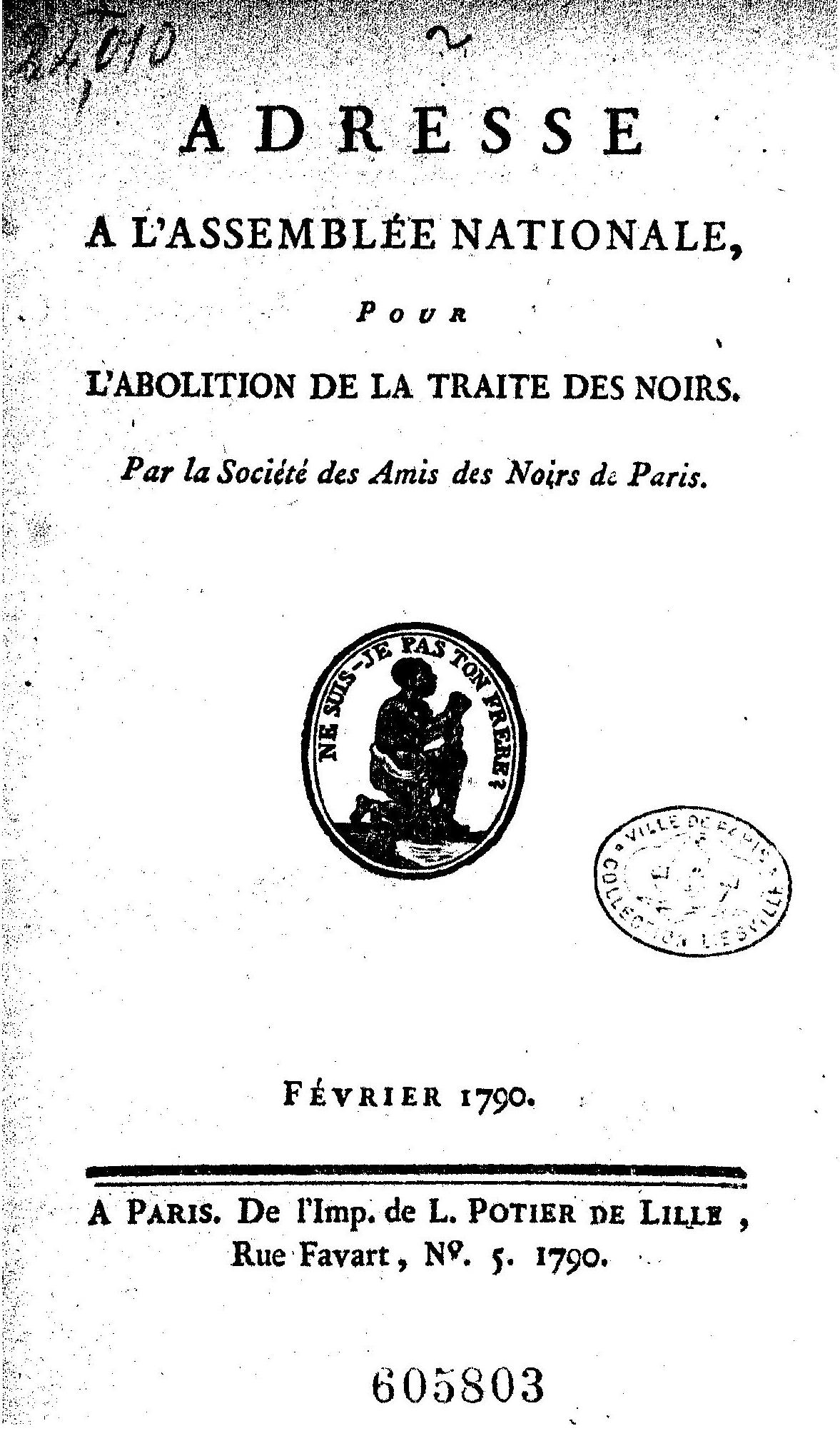
Négerek baráti társaságának kiadványa

Olympe de Gouges (születési neve: Marie Gouze) (Montauban, 1748. május 7. – Párizs, 1793. november 3.) nyaktilóval kivégzett francia irodalmárnő, drámaíró, női jogharcos, a forradalom alatt politikus és polémikus, tőle származik A női és polgárnői jogok nyilatkozata. Írásaiban síkra szállt a nők politikai és polgárjogaiért, a fekete rabszolgaság eltörléséért. A nőmozgalom és a humanizmus szimbolikus alakjává vált. Az eszmék történetében játszott szerepét a közelmúltban újraértékelték, és fontosnak ítélték.

## Élete
18 éves korában férjhez adták egy párizsi vendéglőshöz. Fia született, majd hamarosan megözvegyült, és visszatért szülővárosába. 1770-ben Párizsba költözött nővéréhez, fiát gondos nevelésben részesítette. A fővárosban ismerkedett meg Jacques Biétrix de Rozières-rel, a francia tengerészeti hivatal magas rangú tisztségviselőjével, aki megkérte kezét, de Olympe nem akart férjhez menni. Kapcsolatuk a forradalom kitöréséig tartott. Rozières anyagilag támogatta, így jómódú polgárnőként élhetett. Gazdag családból származó édesanyjától tanulta meg a társasági viselkedés szabályait, így könnyen bekerült a párizsi elit körökbe. 1774-től a párizsi almanachban is szerepelt neve. Az irodalmi szalonokban írókkal találkozott, s maga is próbálkozott írással. A színházat, amely új eszmék hordozója volt, az állam cenzúrázta. Ezért Olympe megalapította saját színtársulatát, amely politikai témájú darabjait adta elő Párizsban és környékén.

### Abolicionizmushíve
1785-ben írta a Néger rabszolgasors című drámáját. A darabot a párizsi Komédia Színháznak ajánlotta, s amely 1785. június 30-án fel is vette repertoárjába Zamore et Mirza, avagy szerencsés hajótörés címen. Olympe fel akarta hívni a figyelmet a gyarmatok néger rabszolgáinak sorsára. A XIV. Lajos által hozott Néger törvény volt még érvényben. Számos, a királyi udvarban megforduló gazdag család jövedelme származott a gyarmati áruk kereskedelméből. Olympe támadások célpontja lett, megrágalmazták, a Bastille-ba akarták zárni. Néhány jóakarója, közöttük XVI. Lajos egyik kegyence lépett közbe érdekében, s így visszavonták a királyi rendeletet. A darabot csak 1792-ben mutatták be először.
1788-ban írta a Gondolatok a néger emberekről című pamfletjét, s amely megnyitotta számára a Négerek barátai társasága kapuját. A társaság tagja volt többek között a filozófus és matematikus Nicolas de Condorcet, La Fayette márki, Henri Grégoire abbé, Dominique de La Rochefoucauld herceg. Az abolicionizmus híveiként a rabszolgatartás fokozatos eltörléséért tevékenykedtek. Röpiratában ezt írta Gouges asszony: „A négerek szánalmas sorsa mindig is érdekelt. Kérdéseket tettem fel ezzel kapcsolatban, de a válaszokat nem tartottam kielégítőnek. A megkérdezettek az Ég által megátkozott vadaknak tartották őket. De érettebb fejjel világosan láttam, hogy az erőszak és előítéletek kényszerítették őket erre a borzalmas rabszolgasorsra, és hogy a Természetnek ebben semmilyen része nem volt. A fehér emberek igazságtalansága és mindent elsöprő érdekei felelősek ezért egyedül.” 1808-ban, halála után, Grégoire abbé felvette nevét arra listára, amelyen azok a „bátor emberek” szerepelnek „akik kiálltak a szerencsétlen négerek ügye mellett”.

### A politika színterén
1788-ban a Journal général de France két politikai röpiratát közölte. A Levél a néphez (Lettre au Peuple) hazafias adó kivetéséről szólt, a Hazafias érzelmű megjegyzések (Remarques patriotiques) írásában széles körű társadalmi és szociális programot javasolt. További röpiratokat írt és küldözgetett a hazafias kluboknak, Mirabeau-nak, La Fayette-nek és Jacques Neckernek. 1792. december 16-án felajánlotta segítségét Malesherbesnek, aki a XVI. Lajos védőügyvédje volt, de megvetően elutasították.
Harcolt a nők politikai jogaiért is. Azt hangoztatta, hogy a nők is el tudják látni a hagyományosan férfi feladatoknak tartott munkákat. Szinte minden egyes írásában azt követelte, hogy a nők is részt vehessenek a politikai és társadalmi vitákban. Felszólította Mária Antónia francia királynét, hogy védelmezze meg saját nemét, amelyet Olympe boldogtalannak tartott. Az Emberi és polgári jogok nyilatkozatát alapul véve 1791-ben megszövegezte A női és polgárnői jogok nyilatkozatát. A nyilatkozat előszavában így írt: 

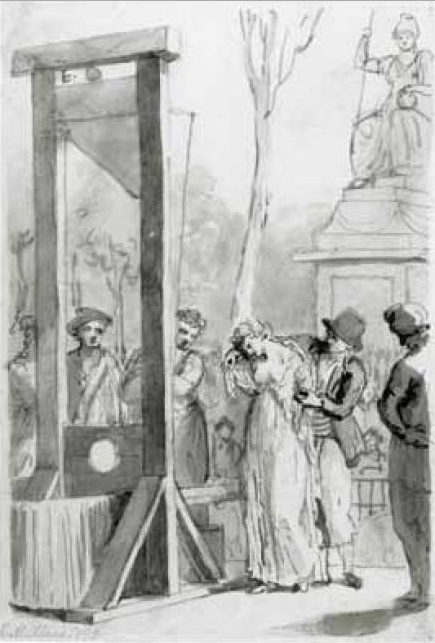
Olympes de Gouges kivégzése

„Férfi, képes vagy igazságos lenni? Ezt egy nő kérdezi tőled, és legalább ettől a jogától nem foszthatod meg. Mondd, kitől kaptad korlátlan hatalmadat, hogy nőtársaimat elnyomd? ...Tekints a bölcs Teremtőre, (...) nézz a természet rendjében megtalálható különböző nemű egyedekre... A felvilágosodás és a tiszta ész századában egyedül a férfi (...) akar – már semmivel nem igazolható oktalansággal – uralkodni a másik nem felett, aki pedig szellemi képességeinek teljes birtokában van. A férfiak saját jogegyenlőségüket követelve csak maguk számára akarnak hasznot húzni a forradalomból, hogy még több szavuk legyen.”
Kifejtette továbbá azt a meggyőződését, hogy a férfi és a nő egyenlő. Követelte, hogy a magánjogi és politikai törvények ne tegyenek különbséget a két nem között, és hogy adják vissza a nők természetes jogait, amelyektől az előítéletek fosztották meg őket. Olympe kijelentette: „Ha a nőnek joga van a nyaktiló alá állni, legyen joga felmenni a tribünre is.” Sikerült elérnie, hogy a nők részt vehessenek olyan nemzeti ünnepeken mint a „törvény ünnepe” (1792. június 3.) és a Bastille elfoglalásának ünnepe (1792. július 14.). A házasság felbontásának lehetőségét követelte. A girondisták nyomására törvény engedélyezte a válást. Azt is kérte, hogy töröljék el az egyházi esküvőt, és helyettesítsék a férfi és a nő által aláírt polgári szerződéssel. A házasságon kívül született gyermekek sorsával is törődött. Olyan anya- és gyermekvédelmi rendszer elméletét is kidolgozta, amelyet nagy vonalakban ma ismerünk. A szegénység és a munkanélküliség enyhítésére nemzeti műhelyek, a koldusok számára menhelyek létrehozását javasolta.
Olympe hihetetlenül nagy tisztánlátásáról vall egyik színdarabjának mondata: „A nők önmaguk legnagyobb ellenségei. Ritkán tapsolják meg egymás munkáját, jó cselekedeteit”. A női és polgárnői jogok nyilatkozatának utószavában ezt írta: „A nők több rosszat tettek, mint jót. Kényszer alatt éltek, s így érthető, hogy agyafúrt, ravasz, bájaikat fegyverként használó személyekké váltak... A régi rendszerben a nők megvetendők voltak, de tisztelték őket. A forradalom óta a nők tiszteletre méltóak, de megvetettek. ...Lányok, asszonyok nem lenne itt az ideje, hogy forradalmat csináljunk magunk között? Továbbra is elszigetelten élnek majd a nők, és nem válnak a társadalom részévé? Továbbra is csak pletykálkodni fognak, és egymás sorsán szánakozni?”
1793-ban éles hangon bírálta az 1792-es szeptemberi vérengzések felelőseit, különösen Marat-t. Olympe sejtette, hogy Robespierre diktatúrára törekszik, több röpiratot intézett hozzá. Bourdon de l'Oise feljelentette Olympe-ot a Jakobinus klubban. Letartóztatták, és 1793. augusztus 6-án vádat emeltek ellene a Forradalmi Törvényszéken. A Saint-Germain-des-Prés-i apátság börtönébe került, de egy elfertőződött seb miatt kórházba vitték. Elzálogosította ékszereit, és sikerült átkerülnie szanatóriumba, ami tulajdonképpen a gazdagok fogdája volt. Tisztázni akarta magát az ellene felhozott vádak alól, két röpiratot sikerült kicsempésztetnie a börtönből (Olympe de Gouges a forradalmi bíróság előtt és Egy üldözött hazafi). Ez utóbbit széles körben terjesztették, civil rendőrök felfigyeltek rá, és jelentették. November 2-án reggel, 48 órával girondista barátainak kivégzése után őt is bíróság elé állították. Védőügyvéd hiányában ügyesen és intelligensen védekezett. Azzal vádolták, hogy az „egy és oszthatatlan” helyett más kormány visszaállítása volt a célja. A rögtön végrehajtandó halálos ítélet kimondása után alig maradt néhány perce, hogy búcsúlevelet írjon egyetlen fiának, de a levél soha nem jutott el a címzetthez. A kivégzésen jelen levő civil rendőrnyomozó és több tanú elmondása szerint bátran és méltósággal lépett a vesztőhelyre. Mielőtt a bárd lezuhant, így kiáltott: „Honfiak és honleányok, bosszuljátok meg halálomat!”
Pierre-Gaspard Chaumette demagóg ügyésznek, a forradalmi kormány tagjának a kijelentése jól illusztrálja a korabeli férfitársadalmat jellemző elszánt nőellenességet: „Emlékezzenek arra a férfias némberre, az arcátlan Olympe de Gouges-ra, aki politizálni akart, és törvényt sértett. A törvény megbosszulta, és a nyaktiló vasa alatt pusztította el ezeket az erkölcstelen személyeket!” A republikánus nőkhöz fordulva így szólt: „És Önök utánozni akarják ezeket a némbereket? Nem, csak akkor érzik majd Önök megbecsülésre érdemesnek önmagukat, ha azt teszik, amire a Természet eleve rendelte a nőket. Azt akarjuk, hogy a nők tiszteljék önmagukat, s ezért alkalmazunk kényszert”. (Chaumette is nyaktiló alatt fejezte be életét 1794. április 13-án).

## Olympe de Gouges emlékezete

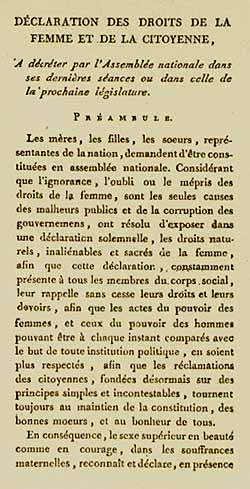
A női és polgárnői jogok nyilatkozata

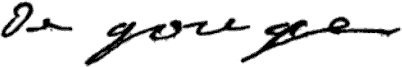
Olympe de Gouges aláírása

Életében gyakran érezte a társadalom nőellenességét. Halála után is sokáig gúny tárgya maradt, azt állították róla, hogy alig tudott írni és olvasni, és elmeállapotát is sokan megkérdőjelezték. A második világháború után az Egyesült Államokban, Japánban és Németországban kezdték tanulmányozni életét és munkásságát. Olivier Blanc levéltárakban kutatott, korabeli dokumentumokat vizsgált át, és 1981-ben megírta életrajzát. A francia forradalom 200. évfordulója alkalmából adták ki Franciaországban írásait, illetve játszották színpadra írt darabjait. Gabrielle Verdier, a University of Wisconsin-Milwaukee tanára és Gisela Thiele-Knobloch tanulmányokat írtak Olympes színpadi drámáiról, amelyek a rabszolgasorssal (Zamore et Mirza), a válással (Nécessité du divorce), a kolostorba vonulás kényszerével (Le Covent) és más korabeli kényes témákkal foglalkoztak. 1989-ben Catherine Marand-Fouquet történész kezdeményezésére több petíciót intéztek Jacques Chirac elnökhöz, amelyekben azt kérték, hogy a Panthéonba kerüljenek át Olympe de Gouges földi maradványai. 1993 novemberében, Olympe de Gouges kivégzésének 200. évfordulója alkalmából tüntetést rendeztek Párizsban a Panthéon előtt.

## Olympe de Gouges-díj
A Szociáldemokrata nők munkaközössége (Arbeitsgemeinschaft sozialdemokratischer Frauen), Németország Szociáldemokrata Pártjának nőszervezete 2001 óta ítéli oda az Olympe de Gouges-díjat.

## Művei

### Színdarabok, drámák
- Zamore et Mirza, ou l’heureux naufrage (1788)
- Le Marché des Noirs (1790)
- Le nouveau Tartuffe, ou l’école des jeunes gens (1790)
- Les Démocrates et les aristocrates, ou les curieux du champ de Mars (1790)
- La Nécessité du divorce (1790)
- Mirabeau aux Champs Élysées (1791)
- L’Esclavage des Noirs, ou l’heureux naufrage (1792)
- La France sauvée, ou le tyran détrôné (1792)

### Politikai írások
- Lettre au Peuple ou projet d’une caisse patriotique, par une citoyenne (1788)
- Remarques patriotiques par la Citoyenne auteur de la Lettre au peuple (1788)
- Le bonheur primitif de l’homme, ou les rêveries patriotique (1789)
- Dialogue allégorique entre la France et la Vérité', dédié aux États Généraux (1789)
- Le cri du sage, par une femme (1789)
- Avis pressant, ou Réponse à mes calomniateurs (1789)
- Pour sauver la patrie, il faut respecter les trois ordres, c’est le seul moyen de conciliation qui nous reste (1789)
- Mes vœux sont remplis, ou Le don patriotique, par Madame de Gouges, dédié aux États généraux (1789)
- Discours de l’aveugle aux Français, par Madame de Gouges (1789)
- Séance royale. Motion de Mgr le duc d’Orléans, ou Les songes patriotiques, dédié à Mgr le duc d’Orléans, par Madame de Gouges (1789)
- Lettre aux représentants de la Nation, Paris, L. Jorry, (septembre) 1789 („Le jour n’est pas plus pur que le fond de mon cœur”)
- Action héroïque d’une Française, ou la France sauvée par les femmes, par Mme de G... (1789)
- Réponse au Champion américain, ou Colon très aisé à connaître (1790)
- Lettre aux littérateurs français, par Madame de Gouges (1790)
- Le Tombeau de Mirabeau (1791)
- Les droits de la femme. À la reine, signé de Gouges Déclaration des droits de la femme et de la citoyenne (1791)
- Lettre aux rédacteurs du Thermomètre du Jour (1792)
- L’Esprit français ou problème à résoudre sur le labyrinthe de divers complots, par madame de Gouges, Paris, veuve Duchesne, (1792)
- Le Bon Sens français, ou L’apologie des vrais nobles, dédié aux Jacobins (1792)
- Lettre aux Français (1792)
- Lettres à la reine, aux généraux de l’armée, aux amis de la constitution et aux Française citoyennes. Description de la fête du 3 juin, par Marie-Olympe de Gouges (1792)
- Pacte national par Marie-Olympe de Gouges, adressé à l’Assemblée nationale 5 juillet 1792
- Lettre au Moniteur sur la mort de Gouvion, 15 juillet 1792
- Aux Fédérés, 22 juillet 1792
- Le Cri de l’innocence, (septembre) 1792.
- La Fierté de l’innocence, ou le Silence du véritable patriotisme, par Marie-Olympe de Gouges (1792)
- Les Fantômes de l’opinion publique. L’esprit qu’on veut avoir gâte celui qu’on a (1792)
- Réponse à la justification de Maximilien Robespierre, adressé à Jérôme Pétion, par Olympe de Gouges (1792)
- Pronostic sur Maximilien Robespierre, par un animal amphibie (1792)
- Correspondance de la Cour. Compte moral rendu et dernier mot à mes chers amis, par Olympe de Gouges, à la Convention nationale et au peuple, sur une dénonciation faite contre son civisme aux Jacobins par le sieur Bourdon (1792)
- Mon dernier mot à mes chers amis (1792)
- Olympe de Gouges défenseur officieux de Louis Capet (1792)
- Adresse au don Quichotte du Nord, par Marie-Olympe de Gouges (1792)
- Arrêt de mort que présente Olympe de Gouges contre Louis Capet (1793)
- Complots dévoilés des sociétaires du prétendu théâtre de la République (1793)
- Olympe de Gouges à Dumouriez, général des armées de la République française (1793)
- Testament politique d’Olympe de Gouges, 4 juin 1793
- Une patriote persécutée, à la Convention nationale (1793)
- Olympe de Gouges au Tribunal révolutionnaire, signé Olympe de Gouges, 21 septembre 1793